# 云南常山
云南常山（学名：Dichroa yunnanensis）为虎耳草科常山属下的一个种。其种加词 yunnanensis 意为“云南的”。